# كارل شميد (مجدف)
كارل شميد (الألمانية السويسرية الموحدة: Karl Schmid) هو مجدف سويسري، ولد في 29 يونيو 1910، وتوفي في 14 مايو 1998.

## وصلات خارجية
- كارل شميد على موقع الاتحاد الدولي للتجديف (الإنجليزية)
- كارل شميد على موقع اللجنة الأولمبية الدولية (الإنجليزية)
- كارل شميد على موقع أوليمبيديا (الإنجليزية)